# میلونیا کیسونیا
میلونیا کیسونیا (انگلیسی: Milonia Caesonia; ۱ ژوئن ۰۰۰۷ – 24 ژانویه میلادی ۴۱) اهل روم باستان همسر کالیگولا امپراتور روم بود.